# English Defence League

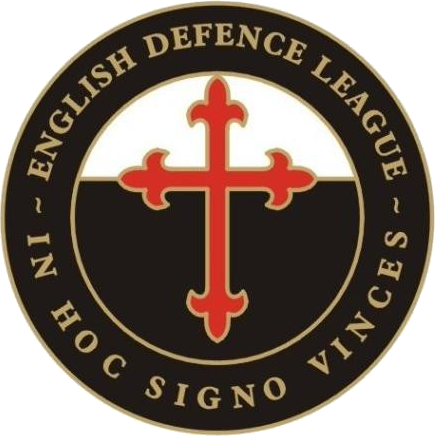
Logo dell'organizzazione

La English Defence League (EDL) è un'organizzazione e gruppo di protesta di estrema destra contro quella che considera l'espansione dell'islamismo e della sharia nel Regno Unito. La EDL si autodefinisce come un'organizzazione anti-razzista e a favore dei diritti umani, fondata sulla convinzione che la religione islamica "mette in pericolo lo stile di vita cristiano inglese".
L'EDL è stata invece descritta come islamofoba, e, a ottobre 2013, i cofondatori, Tommy Robinson e Kevin Carroll, con Robinson che ha espresso perplessità sui "pericoli dell'estremismo di estrema destra". Il ruolo di Robinson è stato assunto da Tim Ablitt.